# Malaxis rosilloi
Malaxis rosilloi är en orkidéart som beskrevs av Roberto González Tamayo och Edward Warren Greenwood. Malaxis rosilloi ingår i släktet knottblomstersläktet, och familjen orkidéer. Inga underarter finns listade i Catalogue of Life.